# Katorga

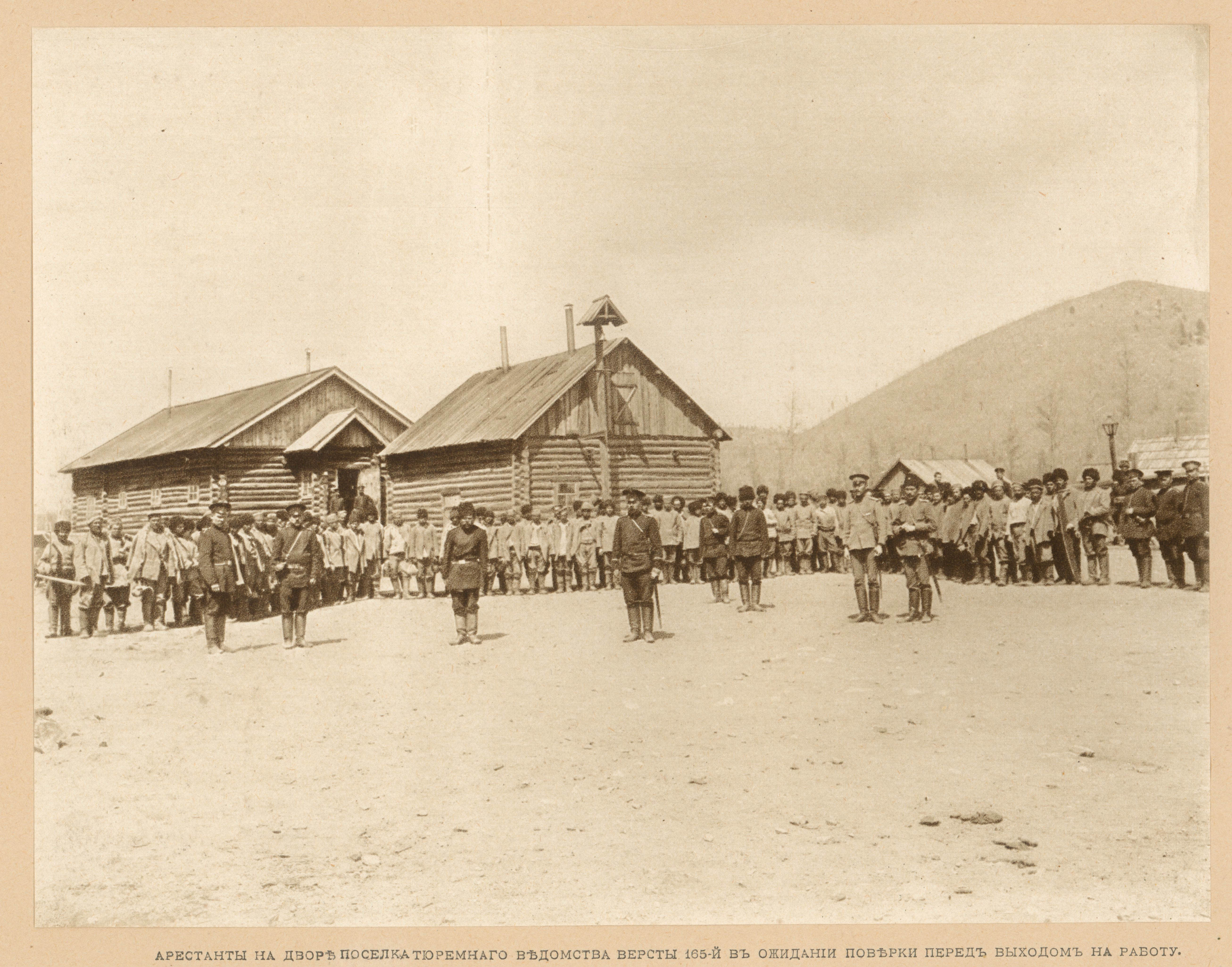
Prisonniers dans un katorga entre 1908 et 1913.

Le mot russe katorga (en russe : каторга), que l'on peut traduire par « bagne », désigne une partie du système de répression pénale de l'Empire russe. Les condamnés étaient envoyés dans des camps très éloignés, situés dans de vastes régions peu habitées de la Sibérie et de l'Extrême-Orient russe, où ils étaient contraints de travailler.
Le mot vient du grec du verbe kateirgein, « réprimer », « enfermer » (dans des galères, par exemple) ou du mot katergon (κατεργων), galère.
Contrairement aux camps de concentration, la katorga fait partie du système judiciaire normal de l'Empire russe. Les camps avaient des caractéristiques communes : confinement, infrastructure simplifiée (par opposition aux prisons) et travail forcé (tâches généralement très pénibles).

## Historique

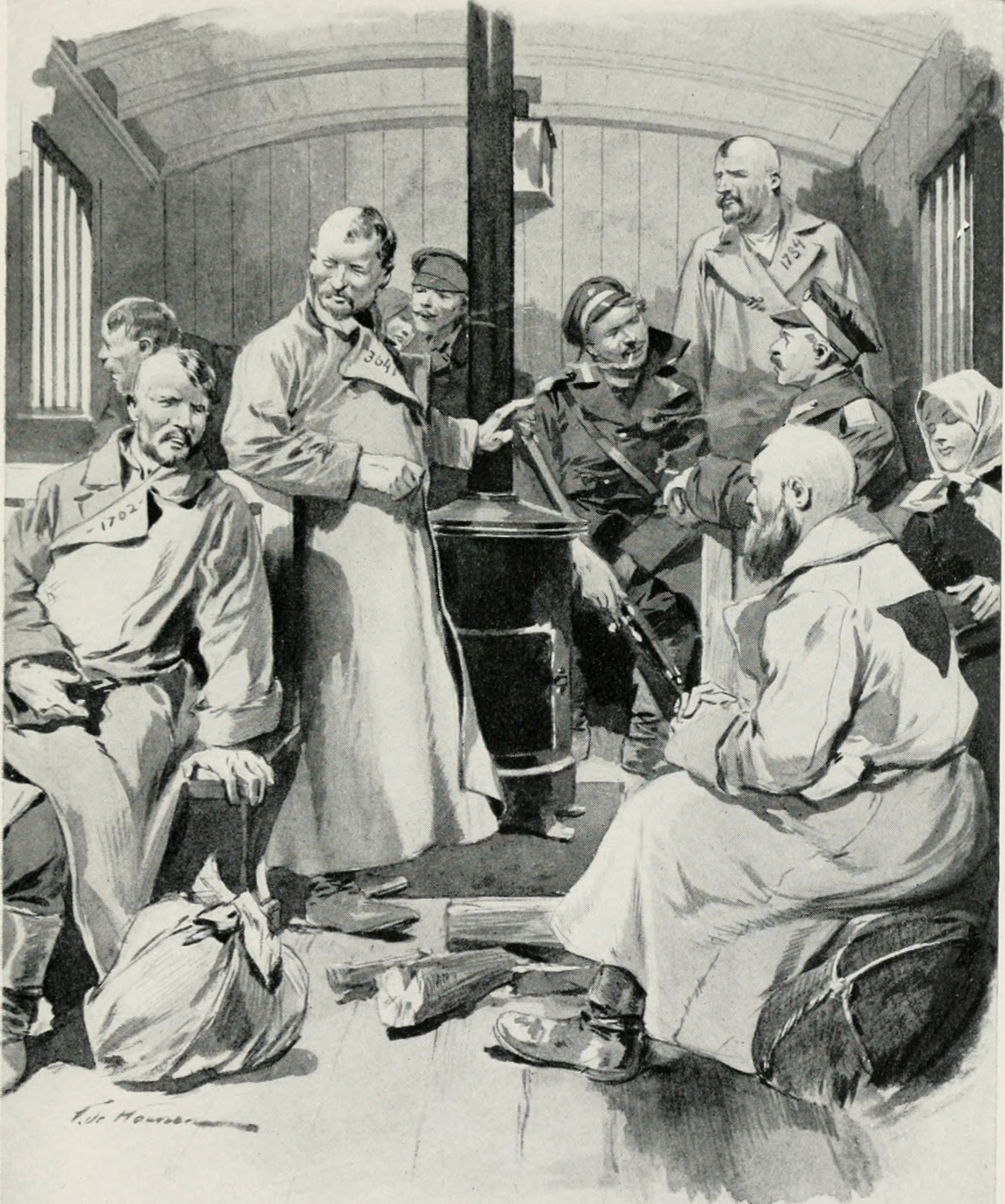
Un wagon de prisonniers en Sibérie, dessin de Frédéric de Haenen, 1913.

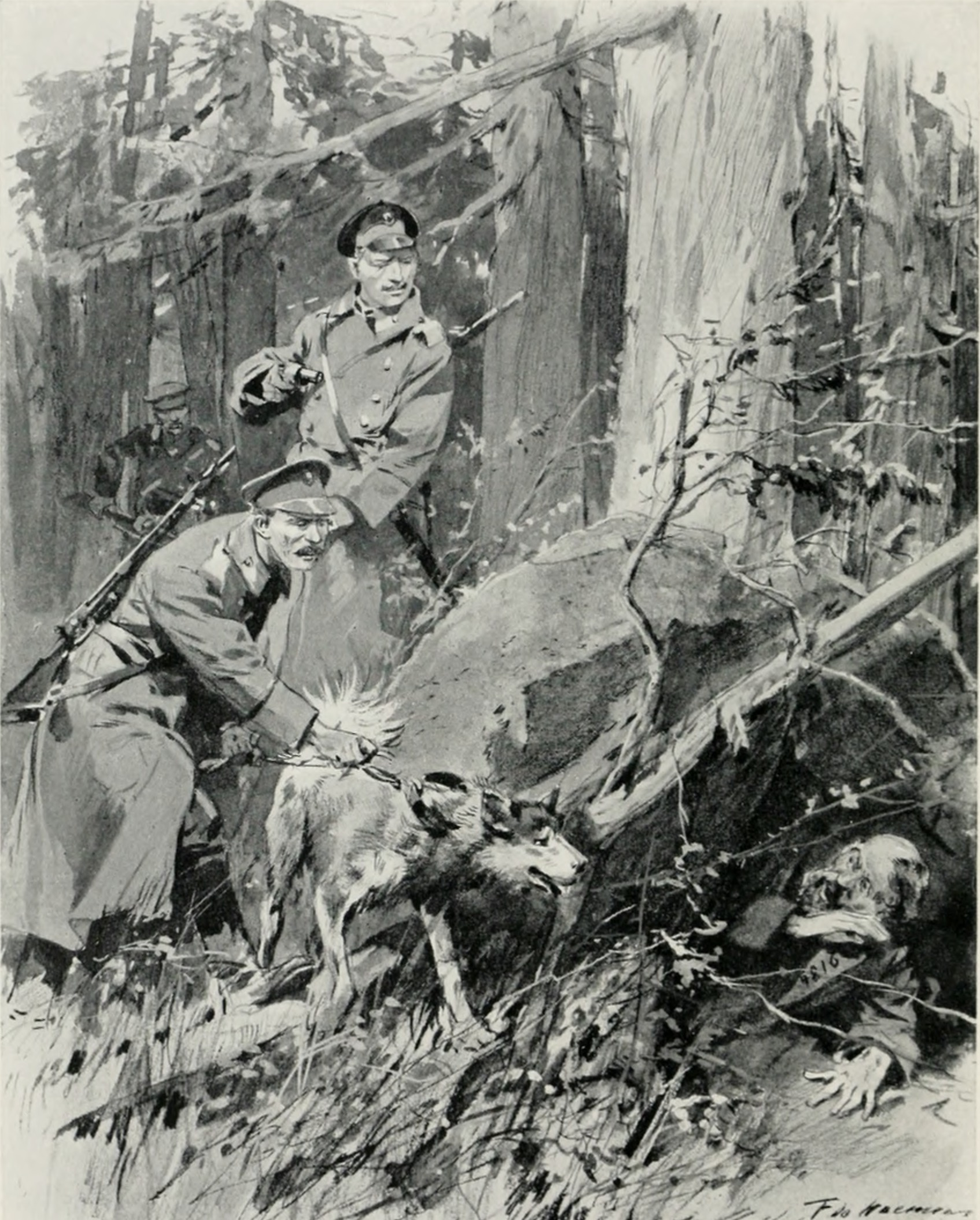
Poursuite d'un prisonnier en Sibérie, dessin de Frédéric de Haenen, 1913.

La katorga débute dès le XVIIe siècle.
En 1722, l'empereur Pierre le Grand ordonne l'exil des criminels, avec femme et enfants, dans les mines d'argent de Daourie, en Sibérie orientale.

### Prisonniers politiques célèbres
La katorga est la seule instance du système de répression pénale de l'Empire russe à ne donner aucun privilège aux prisonniers politiques.
Arrêté avec 35 membres du cercle de Petrachevski en 1849, l'écrivain Fiodor Dostoïevski est condamné aux travaux forcés à la forteresse d'Omsk. Il est libéré en 1854. De cet emprisonnement, il écrit le livre Souvenirs de La Maison des Morts.
Anton Tchekhov ne fut pas à proprement parler un détenu du katorga, mais il séjourne entre juillet et octobre 1890 dans un camp sur l'île de Sakhaline, dans l'Extrême-Orient russe, afin de témoigner des conditions de vies. L'essentiel des écrits de Tchekhov sur le katorga est rapporté dans L'Île de Sakhaline, en 1893.
Élisabeth Dmitrieff suit son mari condamné à 8 ans de bagne à Krasnoïarsk de 1877 à 1902.
Staline effectue plusieurs séjours au bagne sous le règne de Nicolas II : après s'être évadé en 1902 et 1908, il est finalement isolé de 1913 à 1917 dans un établissement sur le fleuve Ienisseï ; il est relâché au moment de la révolution de Février.
Félix Dzerjinski, le fondateur de la Tchéka, est déporté deux fois pour activité révolutionnaire, en 1897 et en 1900.
Après la révolution russe de 1917, la katorga est prolongée par les bolcheviks ; les camps sont massivement développés.[réf. nécessaire]